# Walter Mondale
Walter Mondale (n. 5 ianuarie 1928, Ceylon⁠(d), Minnesota, SUA – d. 19 aprilie 2021, Minneapolis, Minnesota, SUA) a fost un politician american, Vicepreședinte al Statelor Unite ale Americii între 1977 și 1981.
Mondale a candidat la alegerile prezidențiale din Statele Unite în 1984, dar a fost învins de către republicanul Ronald Reagan.
A fost un avocat și politician american care a fost cel de-al 42-lea vicepreședinte al Statelor Unite între 1977 și 1981 sub președintele Jimmy Carter. Senator american din Minnesota din 1964 până în 1976, el a fost nominalizat de Partidul Democrat la alegerile prezidențiale din 1984, dar a pierdut în fața actualului Ronald Reagan într-un colegiu electoral și vot popular. Reagan a câștigat 49 de state, în timp ce Mondale a preluat statul său natal Minnesota și Districtul Columbia. Candidatul său la vicepreședinție, reprezentantul SUA Geraldine Ferraro din New York, a fost prima femeie nominalizată la vicepreședinție a oricărui partid important din istoria SUA.
Mondale s-a născut în Ceylon, Minnesota și a absolvit Universitatea din Minnesota în 1951, după ce a urmat Colegiul Macalester. Apoi a servit în armata SUA în timpul războiului din Coreea înainte de a obține o diplomă în drept în 1956. S-a căsătorit cu Joan Adams în 1955. Lucrând ca avocat în Minneapolis, Mondale a fost numit procuror general din Minnesota în 1960 de guvernatorul Orville Freeman și a fost ales într-un mandat complet ca procuror general în 1962 cu 60% din voturi. El a fost numit în Senatul SUA de guvernatorul Karl Rolvaag la demisia senatorului Hubert Humphrey în urma alegerii lui Humphrey ca vicepreședinte în 1964. Mondale a fost ales pentru un mandat complet al Senatului în 1966 și reales în 1972, demisionând în 1976, pe măsură ce se pregătea să reușească. la vicepreședinție în 1977. În timpul Senatului, a susținut protecția consumatorilor, locuințe echitabile, reforma fiscală și desegregarea școlilor; a slujit în Comitetul Bisericii.
În 1976, Jimmy Carter, candidatul democrat la președinție, l-a ales pe Mondale drept candidat la vicepreședinție. Biletul Carter–Mondale i-a învins pe actualul președinte Gerald Ford și pe partenerul său de conducere, Bob Dole. Perioada în funcție a lui Carter și Mondale a fost afectată de o înrăutățire a economiei și au pierdut alegerile din 1980 în fața republicanilor Ronald Reagan și George H. W. Bush. În 1984, Mondale a câștigat nominalizarea prezidențială a Partidului Democrat și a făcut campanie pentru înghețarea nucleară, amendamentul privind egalitatea drepturilor, creșterea impozitelor și reducerea datoriei publice a SUA. Mondale și Ferraro au pierdut alegerile în fața actualilor Reagan și Bush.
După înfrângerea sa, Mondale s-a alăturat firmei de avocatură Dorsey & Whitney din Minnesota și Institutului Național Democrat pentru Afaceri Internaționale (1986–1993). Președintele Bill Clinton l-a numit pe Mondale ambasador al SUA în Japonia în 1993; s-a retras din postul respectiv în 1996. În 2002, Mondale a devenit alegerea de ultim moment a Partidului Democrat-Fermier-Laburist din Minnesota pentru a candida la Senat, după ce senatorul democrat Paul Wellstone a murit într-un accident de avion cu mai puțin de două săptămâni înainte de alegeri. Mondale a pierdut cursa în fața primarului Saint Paul, Norm Coleman. Apoi a revenit la munca la Dorsey & Whitney și a rămas activ în Partidul Democrat. Mai târziu, Mondale a ocupat un post de predare cu jumătate de normă la Universitatea din Minnesota, Hubert H. Humphrey School of Public Affairs.